# Ишмаков, Ринат Ахтямович
Ринат Ахтямович Ишмаков (3 февраля 1979) — киргизский и российский футболист, полузащитник. Выступал за сборную Кыргызстана.

## Биография

### Клубная карьера
Воспитанник клуба «Семетей» (Кызыл-Кия), в нём же в 1996 году начал взрослую карьеру в высшей лиге Кыргызстана. Всего в составе «Семетея» провёл четыре сезона, сыграв более 60 матчей. В 1999 году стал финалистом Кубка Кыргызстана.
В 2000—2001 годах играл за «КВТ-Динамо»/«Бакай» (Кара-Балта), был одним из лидеров атаки клуба, забив за два сезона 15 голов. Сезон 2002 года провёл в бишкекском «СКА ПВО», с которым стал чемпионом и обладателем Кубка Кыргызстана.
В 2003 году перешёл в казахстанский «Экибастузец». Первый матч в высшей лиге Казахстана сыграл 12 апреля 2003 года против «Ордабасы», а первый гол забил в своей второй игре, 15 апреля в ворота «Кайсара». Всего за сезон сыграл 26 матчей и забил 3 гола, а его команда финишировала в нижней части таблицы.
После возвращения в Кыргызстан некоторое время играл за столичный «СКА-Шоро».
В 2005 году перебрался в Россию, где играл на любительском уровне за «Позис» (Зеленодольск) и «Спартак» (Йошкар-Ола). С 2010 года играет за клуб из Чистополя (ФК «Чистополь»/«Труд»), выступающий в чемпионате Татарстана, по состоянию на 2018 год являлся капитаном команды.
Также в 2010-е годы работает детским тренером в ДЮСШ «Татнефть Олимп» (г. Чистополь).

### Карьера в сборной
В национальной сборной Кыргызстана дебютировал 29 ноября 2003 года в отборочном матче чемпионата мира против Пакистана. Всего в 2003—2004 годах сыграл три матча за сборную.

## Личная жизнь
Несколько родственников Рината, в том числе отец Ахтям (1953) и дядя Дамир (1949) тоже были футболистами и выступали за команду из Кызыл-Кии.